# Canberra Raiders
I Canberra Raiders sono una squadra di club professionistica australiana di rugby a 13 con sede nella capitale Canberra. Hanno gareggiato nel campionato d'élite del rugby a 13 dell'Australasia, la National Rugby League (NRL), dal 1982. Il club ha vinto 3 campionati (tra cui 5 Grand Finals giocate), ricevuto 1 cucchiaio di legno e 15 dei suoi giocatori (9 New South Wales Blues e 6 Queensland Maroons) furono scelti per indossare la maglia dell'Australia. Attualmente lo stadio dei Raiders è il GIO Stadium, nel sobborgo di Bruce nei pressi di Canberra. Precedentemente, fino al 1990, la squadra giocò i suoi match casalinghi al Seiffert Oval di Queanbeyan.
Il simbolo ufficiale dei Canberra Raiders è un vichingo, che è anche la mascotte nelle partite dei Raiders, noto con il nome di Victor the Viking.
Nel 1982 furono parte della prima espansione del campionato della New South Wales Rugby Football League al di fuori di Sydney. Negli anni seguenti, la squadra migliorò costantemente; raggiunse i playoff per il quinto posto nella sua terza stagione, diventando la prima squadra non di Sydney a raggiungere la fase finale (1987), a partecipare ad una Grand Final (1987) ed a vincere un campionato (1989). Questo annunciò un periodo di grande successo per il club con cinque apparizioni in Grand Final e tre titoli di campionato in otto anni. Durante questo periodo, i Raiders vantarono giocatori nella nazionale australiana come Mal Meninga, Laurie Daley, Ricky Stuart, Glenn Lazarus, Bradley Clyde, Gary Belcher, Brett Mullins e Steve Walters. Dopo questo, arrivò la guerra della Super League, i Raiders passarono al campionato ribelle, tornando poi a giocare nella riunificata NRL. Negli anni 2000, i Raiders si trovarono a soffrire in campionato (all'inizio della stagione 2009, la squadra dei Raiders aveva solo quattro giocatori che giocarono a livello rappresentativo). Joel Monaghan e Terry Campese giocarono nella nazionale australiana nella Coppa del mondo di rugby a 13 del 2008, Monaghan giocò anche per il Nuovo Galles del Sud durante la terza partita dello State of Origin nel 2008.

## Storia
All'inizio degli anni‘80, la New South Wales Rugby Football League (NSWRFL) pensò di espandere il suo campionato con base a Sydney in altre aree dello stato. La squadra di rugby a 13 dei Queanbeyan Blues che era all'epoca allenata da Colin O’Rourke venne scelta per formare la franchigia di Canberra. La franchigia di Canberra venne accettata nel 1981 come la quattordicesima squadra per la stagione 1982 della NSWRFL, insieme agli Illawarra Steelers che vennero anch'essi presentati in quella stagione, Essi divennero la prima squadra della NSWRFL al di fuori da Sydney sin da quando la squadra di Newcastle lasciò il campionato nel 1909.

### Anni 80
Le prime stagioni del club andarono ad alti e bassi, con la squadra che vinse il cucchiaio di legno nel loro anno di debutto. La squadra era nota per i cali di prestazione a fine partita, portando soprannomi come "Canberra Faders" e "Pine Lime Splices", che era anche un riferimento ai colori del club. Infatti, nessuna squadra ha concesso più mete in una stagione dei Raiders del 1982. I primi punti registrati dai Canberra Raiders vennero segnati da Peter McGrath (che più tardi diventò il presidente dell'Australian Rugby Union). McGrath finì con 41 punti nella sua prima ed unica stagione con i Raiders. La prima vittoria del club, un 12–11 contro il Newtown, arrivò nell'ottavo match del club, ed altre tre vittorie seguirono, tra le quali quella contro i leader del campionato, il South Sydney. La stagione 1983 vide 9 vittorie, più del doppio rispetto al 1982, ma nessuna di queste fuori casa. Una prima vittoria in trasferta nel 1984 anticipò una stagione molto migliorata, un record positivo di vittorie (13–11) intoppando un quinto posto contro il Souths. Ma questa partita venne persa (4–23), e i Raiders non riuscirono a raggiungere la semifinale del campionato.
La stagione 1985 vide un regresso, con la squadra che vinse solo 8 partite (anche se le riserve raggiunsero la Grand Final). Anche il 1986 fu ugualmente deludente, ma la squadra ebbe un nucleo di giocatori, come il trio del Queensland Mal Meninga, Gary Belcher, Steve Walters, e John Ferguson che avrebbe influenzato molto nel decennio successivo.
Questo fu il periodo di maggior successo nella corta storia dei Raiders, con 5 Grand Final e 3 titoli di campionato. Nel 1987, la squadra finì terza raggiungendo per la prima volta la semifinale. Dopo la sconfitta per 25-16 nella loro prima partita della fase finale contro l'Eastern Suburbs, i Raiders sconfissero il South Sydney (46–12) e di nuovo gli Easts (32–24) nella Preliminary Final. L'ultimo match fece avere alla squadra un posto nella Grand Final, ma il club non era mai stato veramente competitivo contro i campioni minori del Manly-Warringah, perdendo per 18-8 quella che sarebbe l'ultima Grand Final giocata al Sydney Cricket Ground. La finale registrò il record di pubblico di tutti i tempi dei Raiders, con 50201 spettatori. Laurie Daley, Peter Jackson e Glenn Lazarus fecero il loro debutto per il Canberra nel 1987, anche se solo il trequarti centro del Queensland Jackson in quell'anno ebbe un ruolo prominente, dopo che il suo compagno di squadra, anch'esso trequarti centro, Meninga si ruppe il braccio e mancò metà della stagione.
La stagione 1988 registrò oltre 100 mete in 22 partite e un gran numero di vittorie, con la squadra che finì di nuovo al terzo posto in classifica. Sfortunatamente, una stretta sconfitta di 19-18 contro gli allora campioni del Canterbury-Bankstown nella semifinale maggiore fu seguita da un'altra sconfitta contro i Balmain Tigers ed un'uscita anticipata. Dopo il debutto di Daley, Jackson e Lazarus nel 1987, il 1988 vide il debutto dei futuri nazionali australiani Bradley Clyde, e dell'ex-mediano di mischia dei Wallabies Ricky Stuart, nato a Queanbeyan.
In una delle grandi finali di tutti i tempi contro il Balmain, i Raiders fecero andare la partita ai tempi supplementari dopo che una meta a fine del secondo tempo di John Ferguson venne trasformata da Meninga. L'avanti riserva Steve Jackson poi segnò la meta della vittoria per vincere il campionato per i Raiders ai tempi supplementari dopo aver schivato quattro difensori dei Tigers. In seguito alla vittoria della Grand Final, i Raiders poi giocarono in Inghilterra all'Old Trafford nel World Club Challenge contro il campione dello Stones Bitter Championship, il Widnes. Il Widnes tuttavia, con la sua arma d'assalto principale, il trequarti ala della Gran Bretagna e il giocatore più veloce del rugby a 13 all'epoca, Martin Offiah, nella sua miglior forma, sconfisse il Canberra per 30-18 davanti a 30,768 tifosi.
L'estremo Gary Belcher divenne il primo Raider a vincere la classifica marcatori della NSWRL nel 1988 con 218 punti (10 mete e 89 calci piazzati). La stagione 1989 vide anche l'estremo dell'Australia e del Queensland divenire il primo Raider a guidare la classifica delle mete segnate in campionato con 17 mete. Belcher fu anche il primo giocatore nel ruolo di estremo in assoluto ad essere in cima alla classifica di marcatori di mete in una stagione.

### Anni 90
Il 1990 fu un anno stellare per il club a tutti i livelli. Tutte le tre categorie arrivando alla Grand Final, con solo le riserve sconfitte. La prima squadra ottenne la sua prima Minor Premiership ed un secondo titolo consecutivo, battendo il Penrith nello scontro decisivo. I problemi iniziarono nel 1991 mentre la squadra era coinvolta con dei problemi di tetto salariale. Ciononostante, un posto per la quarta Grand Final venne assicurato – la terza di fila della squadra. Tuttavia, la squadra fu sconfitta dal Penrith in una rivincita della Grand Final del 1990. Jason Croker, il giocatore ad aver giocato in più stagioni per la squadra, debuttò quell'anno.
La ricaduta dallo scandalo del tetto salariale vide molti giocatori lasciare la squadra, tra cui Glenn Lazarus, Brent Todd, David Barnhill, Nigel Gaffey e Paul Martin. Una performance mediana risultò, con i Raiders mancando alla fase finale per la prima volta dal 1986. David Furner, il figlio dell'ex coach dei Raiders e dell'Australian Don Furner, debuttò in quell'anno.
Sin dal loro ultimo titolo di campionato nel 1994 che fu una vittoria convincente contro i Bulldogs con alcune delle mete più spettacolari mai viste in una finale con il punteggio finale di 36-12. I Raiders non riuscirono mai a scalare le loro vette precedenti, maggiormente dovuto a non aver attratto dei giocatori rappresentativi alla capitale. La squadra venne eliminata nella prima giornale della serie della fase finale del 1996, perdendo contro il St George. L'anno successivo, essi erano una delle varie squadre che si unirono campionato ribelle della Super League, perdendo la finale preliminare contro i Cronulla Sharks. Fu quando aderirono alla neonata National Rugby League l'anno seguente che diede inizio al declino del club. I problemi dei Raiders iniziarono alla fine degli anni 90, quando le leggende del club Ricky Stuart e Bradley Clyde uscirono per fare spazio a giocatori come Brett Finch. Finch ironicamente, lascerebbe i Raiders prima dopo aver giocato sotto la guida di Stuart, che da allora tornò al club per allenarlo dal 2014 in poi.

### Anni 2000
I Raiders ebbero risultati variati nel nuovo millennio, spesso finendo dentro o fuori dagli ultimi otto e di solito finendo eliminati dalla fase finale nelle prime settimane, Tuttavia, nel 2003, i Raiders inaspettatamente erano in vantaggio per maggior parte del campionato, quasi raggiungendo il titolo minore di campionato. I raiders poi persero contro i Melbourne Storm nella fase finale di apertura, ma ancora avanzarono alla seconda settimana dovuto alla posizione in classifica. In uno dei match più vicini nella storia recente, i Raiders vennero eclissati da un punto nella finale preliminare dai New Zealand Warriors e vennero eliminati dal campionato nel 2003.
Molti fan credettero che gli ottenimenti del 2003 sarebbero migliorati negli anni a venire. Tuttavia, i Raiders finirono in un deludente ottavo posto nel 2004, essendo stati eliminati durante la prima settimana della fase finale contro i Sydney Roosters. Le leggende del club Ruben Wiki e Mark McLinden lasciarono i Raiders per altri club in quell'anno. La perdita di Wiki, in particolare, fu una pillola amara da ingoiare per molti tifosi dei Raiders, perché fu scoperto che i New Zealand Warriors ebbero significativamente infranto il tetto salariale ingaggiandolo (i Warriors finalmente pagarono il prezzo per questo, avendo quattro punti del campionato dedotti all'inizio della stagione 2006). La squadra del 2005 fu criticata da molti tifosi e critici, perché i due maggiori ingaggi del club, Jason Smith e Matt Adamson, erano veterani invecchiati considerati oltre ben la loro perfezione. Tuttavia, entrambi, particolarmente Smith, si dimostrarono formidabili, e i Raiders erano in cima alla classifica a pari merito nella decima giornata. Ma mentre la stagione andò avanti, gli infortuni fecero la loro parte e i Raiders finirono penultimi per differenza punti dietro ai Newcastle Knights. I Raiders iniziarono la stagione 2006 come favoritissimi per l'ultimo posto, ma nonostante questo pessimismo e le sconfitte pesanti per mano dei Knights e dei Roosters in anticipo, recuperarono e garantirono un posto nella fase finale con una giornata da giocare.
La stagione 2006 vide i bastioni del club Simon Woolford, Clinton Schifcofske e il giocatore ad aver giocato più stagioni per la squadra, Jason Croker, lasciare il club, per giocare rispettivamente al St George Illawarra, alla squadra di rugby a 15 dei Queensland Reds e alla squadra della Super League europea dei Catalans Dragons. I trequartisti in uscita Schifcofske e Adam Mogg ottennero entrambi i posti nella squadra rappresentativa del Queensland nello State of Origin. Il sabato 9 settembre del 2006 vide Jason Croker, Simon Woolford, Clinton Schifcofske, Michael Hodgson, Jason Smith e Adam Mogg giocare le loro ultime partite per il club. Lo scontro della prima giornata della fase finalecon i Bulldogs vide i Raiders sconfitti per 30–12 in un campo in condizioni fangose e scivolose al Telstra Stadium, ed eliminati dalla corsa per il titolo del campionato 2006. Questo fu anche l'ultimo match per l'allenatore Matthew Elliott, che allena il Penrith nel 2007. Il suo sostituto è l'ex assistente allenatore dei North Queensland Cowboys Neil Henry.
Nel 2007, i Raiders erano una quantità sconosciuta. Avendo perso delle stelle come Schifcofske, Smith, Crokere Woolford nelle posizioni chiave, i Raiders si trovarono con un nuovo capitano nella persona di Alan Tongue affidandosi a giocatori giovani ed inesperienti come Todd Carney, William Zillman e Michael Dobson per assumere ruoli più prominenti nella squadra. Il senso di inesperienza fu rinforzato dalla scelta di Neil Henry come coach, nonostante la sua mancanza di esperienza in allenare una prima squadra. Anche se i Raiders vennero colpiti da ingaggi a tarda stagione come Neville Costigane Matt Bickerstaff, molti critici credettero che la significante perdita d'esperienza dei Raiders risulterebbe nella loro "vittoria" del cucchiaio di legno.
Il 2007 in assoluto, fu una stagione deludente per i Raiders, che finirono al quattordicesimo posto nonostante il club fosse entrato tra i primi 8 in classifica nella stagione. Tuttavia, due giocatori – Phil Graham del Country Origin e Neville Costigan del Queensland – ottennero lo status di giocatori rappresentativi. La stagione fu notevole per la differenza nelle prestazioni della squadra in trasferta e in casa, con solo 2 delle loro 9 vittorie al di fuori da Canberra. L'allenatore Neil Henry pagò una multa di $10 000 per aver questionato l'imparzialità dell'arbitro dopo l'incontro della diciannovesima giornata.. La stagione 2008 fu un inizio promettente per i Raiders – una buona mostra nonostante una sconfitta nella prima giornata contro il Newcastle fu seguita da due solide vittorie contro Penrith e St.George-Illawarra. Il club poi subì una serie di sconfitte, mentre ebbe solo la vittoria eventuale, con una grande vittoria a sorpresa contro il Wests essendo degna di nota. A livello rappresentativo, Todd Carney e Joel Monaghan vennero scelti per il Country Origin, e Monaghan come giocatore ombra per la squadra del New South Wales. Nel settembre 2008, nonostante un alto tasso di infortuni, i Raiders si garantirono un posto nella NRL 2008 Finals Series vincendo sette delle loro ultime nove partite della stagione regolare, un fatto che a inizio stagione era impossibile secondo i commentatori del rugby a 13 in Australia. La presenza dei Raiders in semifinale fu breve, tuttavia. Dopo la sconfitta per mano dei Cronulla Sharks, il sesto posto a fine stagione dei Raiders fu considerato abbastanza per una seconda possibilità per la squadra. Tuttavia, un immenso upset con i New Zealand Warriors all'ottavo posto sconfiggendo i campioni della minor premiership Melbourne vidde i Raiders eliminati.

## Emblema e colori
Sin dalla fondazione, i colori dei Raiders sono stati il verde lime con bande bianche, blue e gialle. Negli anni recenti, la divisa di "trasferta" della squadra è stata maggiormente bianca con bande verde lime, blu e gialle. Il verde lime fu scelto come colore perché distingueva la squadra dai colori di altri club. Il blu e giallo oro vennero inclusi nei colori dei Raiders perché sono i colori sportivi del Territorio della Capitale Australiana.

Il design della maglia originale venne scelto attraverso un concorso tenuto dal club nel 1981. Il concorso fu vinto da Ms. Patricia Taylor, il cui disegno venne debitamente adottato.

Maglie casalinghe dei Raiders
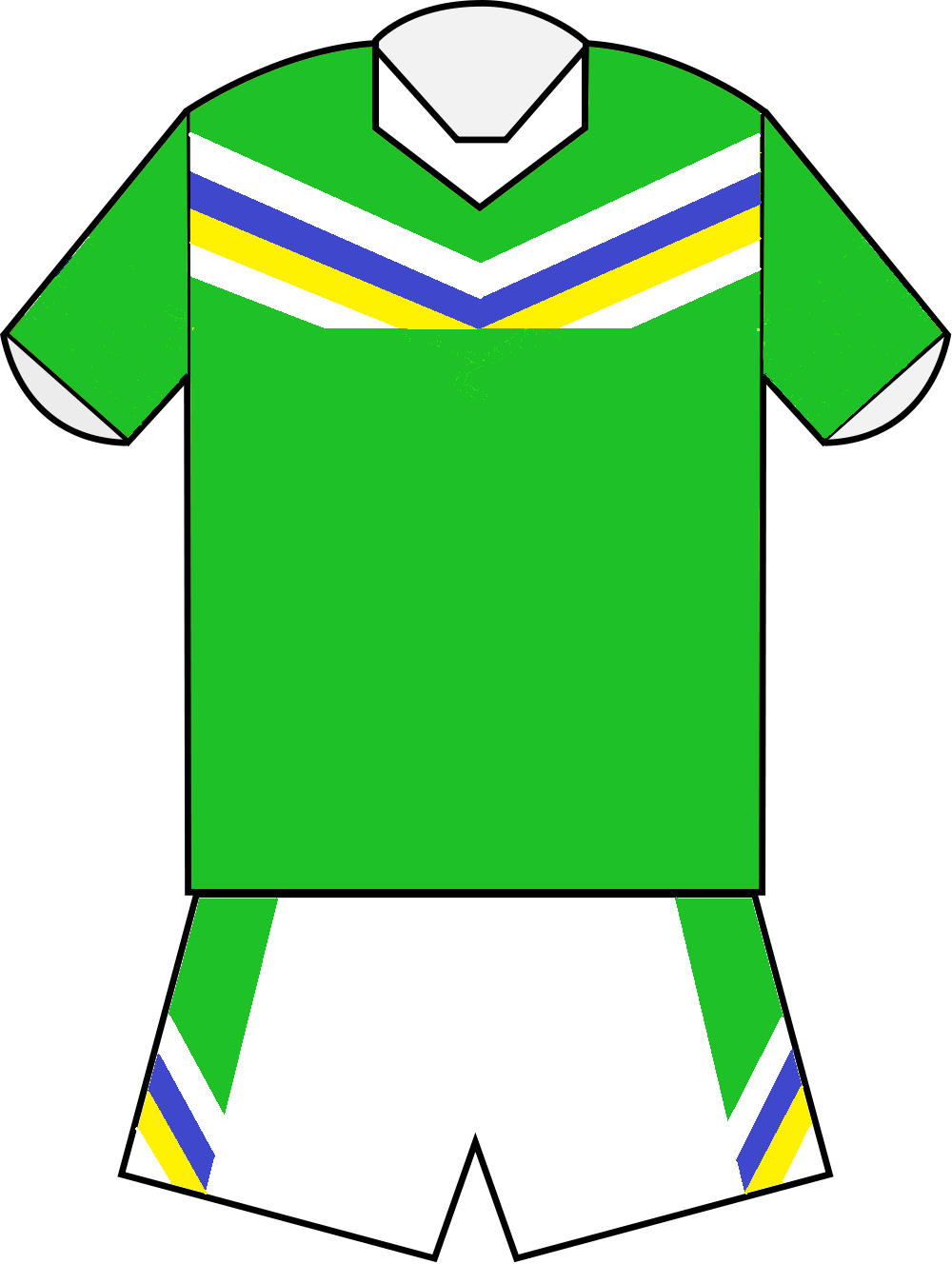
2012

### Sponsor
| Anno    | Sponsor tecnico               | Sponsor (fronte) | Sponsor (manica)          | Sponsor (calzoncini) |
| ------- | ----------------------------- | ---------------- | ------------------------- | -------------------- |
| 1984-88 | Classic Sportswear            | Woodger's        |                           |                      |
| 1989    | Peerless                      | Woodger's        |                           |                      |
| 1990-92 | Classic Sportswear            | Video Ezy        |                           |                      |
| 1993-95 | Canterbury of New Zealand     | Canberra Milk    | Video Ezy                 |                      |
| 1996-97 | Peerless                      | nessuno          |                           |                      |
| 1997-99 | Nike                          | nessuno          |                           |                      |
| 2000-02 | Puma                          | OzEmail          | Compuware                 |                      |
| 2003    | ISC                           | nessuno          |                           |                      |
| 2004-06 | ISC                           | Fone Zone        |                           |                      |
| 2007-09 | ISC                           | CFMEU            | Local Liquor              | Navy                 |
| 2010–11 | ISC                           | The Tradies      | Local Liquor              | Canberra Milk        |
| 2012    | ISC                           | Huawei           | Local Liquor              | Canberra Milk        |
| 2013    | ISC                           | Huawei           | Defence Housing Australia | Canberra Milk        |
| 2014    | International Sports Clothing | Huawei           | Defence Housing Australia | Canberra Milk        |
| 2015    | International Sports Clothing | Huawei           | Defence Housing Australia | Canberra Milk        |
| 2016    | International Sports Clothing | Huawei           | Defence Housing Australia | Canberra Milk        |
| 2017    | International Sports Clothing | Huawei           | Dare Iced Coffee          | Canberra Milk        |
| 2018    | International Sports Clothing | Huawei           | Dare Iced Coffee          | Canberra Milk        |

## Stadio

### Seiffert Oval
Dal 1982 fino alla fine del 1989, i Raiders gioarono le loro partite casalinghe al Seiffert Oval, situato a Queanbeyan nel Nuovo Galles del Sud. Essi giocarono la loro prima partita nello stadio il 6 Marzo 1982 contro i Western Suburbs Magpies. i Magpies vinsero questa partita per 33-4 davanti a 6,769 tifosi. La prima vittoria dei Raiders a Seiffert fu il 18 Aprile con una vittoria di 21-11 riportata sulla squadra finalista del 1981, il Newtown.
In assoluto, i Raiders giocherebbero 98 partite al Seiffert Oval, vincendo 52, perdendo 45 con una partita pareggiata. Il pubblico in casa più grande del Canberra a Seiffert fu nella dodicesima giornata della stagione 1989 quando 18,272 vide trionfare i Raiders per 27-6 sui Brisbane Broncos che allora erano allenati dall'ex co-allenatore dei Raiders Wayne Bennett.

### Bruce/Canberra/GIO Stadium
Nel 1990, i Canberra Raiders si spostarono dal loro stadio di casa originale e allo spazioso Bruce Stadium che è adiacente all'Australian Institute of Sport. Il club rimase al Bruce Stadium (più tardi rinominato Canberra Stadium, poi GIO Stadium dovuto alla sponsorizzazione di naming rights) sin da allora. Dalla fine della stagione 2015 della NRL, i Canberra Raiders hanno giocato 200 partite al GIO Stadium.
Il record di pubblico in casa dei Raiders al GIO Stadium P di 26,476 per la seconda settimana della partita delle fasi finali contro i Wests Tigers nel 2010. Sfortunatamente, i Raiders persero di 26-24 dopo che Jarrod Croker mancò un calcio di punizione a fine del secondo tempo per pareggiare la partita.

## Canberra Raiders Leagues Club
Situato a Gungahlin, ACT, Australia.

## Giocatori

### Dream Team dei 25 anni
Questa è la squadra dei 35 giocatori del "Dream Team" scelta dal Canberra Times per celebrare la venticinquesima stagione del club nel 2006 

## Allenatori
Il primo allenatore dei Canberra Raiders fu l'ex giocatore rappresentativo del Queensland e dell'Australia, Don Furner, che allenò il Queanbeyan al tempo della formazione del club nel 1982. Nel 1987 venne affiancato da Wayne Bennett, che allenò il Brisbane, e i Raiders raggiunsero la loro prima grand final.

## Statistiche e record
Il più grande marigne di vittorie dei Raiders è 68 punti, quando sconfissero i Parramatta Eels per 68-0 durante la stagione 1993 della NSWRL. La loro peggior sconfitta fu nella stagione 2013 della NRL quando i Melbourne Storm inflissero una sconfitta di 4-68. Il Canberra vinse undici incontri consecutivi due volte, nel 1990 e nel 1995.
Jason Croker giocò più partite per i Raiders con 318 tra il 1991 e il 2006.Egli detiene anche il record di mete segnate per il club con 120 mete. Jarrod Croker segnò il numero più alto di punti per il Canberra con 1,702 (133 mete, 625 calci piazzati) tra il 2012 e il 2018.

## Palmarès
| Anno | Avversario                    | Campionato   | Punteggio |
| ---- | ----------------------------- | ------------ | --------- |
| 1989 | Balmain Tigers                | Winfield Cup | 19–14     |
| 1990 | Penrith Panthers              | Winfield Cup | 18–14     |
| 1994 | Canterbury-Bankstown Bulldogs | Winfield Cup | 36–12     |

| Anno | Avversario                 | Campionato   | Punteggio |
| ---- | -------------------------- | ------------ | --------- |
| 1987 | Manly-Warringah Sea Eagles | Winfield Cup | 18–8      |
| 1991 | Penrith Panthers           | Winfield Cup | 19–12     |

| Anno | Campionato   | Vinte       |
| ---- | ------------ | ----------- |
| 1990 | Winfield Cup | 16 (1 draw) |

| Anno | Campionato   | Vinti |
| ---- | ------------ | ----- |
| 1982 | Winfield Cup | 4     |

- NSWRL Premier League: 1

2003
- New South Wales Rugby League Club Championships: 1

1990
- Channel TEN Challenge Cup: 1

1990
- Tooheys Challenge Cup: 1

1993
- Jersey Flegg Cup: 3

1989, 1993, 2008
- National Youth Competition: 1

2008
- Presidents Cup: 2

1990, 1995
- S.G. Ball Cup: 2

1995, 2005
- Harold Matthews Cup: 4

1978, 1984, 1993, 1995

## Tifosi
I Canberra Raiders ricevono sostegno da varie tifoserie, come la "Green Army" nelle partite; il sito web dei tifosi, il servizio notizie e podcast "Raidercast"; e il forum "The Greenhouse".
I tifosi del Canberra divennero ampiamente noti per il 'Viking clap', un riferimento al coro vichingo recentemente reso famoso dai tifosi della nazionale di calcio dell'Islanda.